# OpenOffice Basic
Apache OpenOffice Basic (OpenOffice.org Basic hasta diciembre de 2011) es un dialecto del lenguaje de programación BASIC basado en StarOffice Basic. Se propagó a través de OpenOffice.org y sus derivados como LibreOffice (donde se conoce como LibreOffice Basic). Es similar a Microsoft Visual Basic para Aplicaciones (VBA).

## Introducción
Está disponible en el Writer y Calc. Está escrito en las funciones de llamada o subrutinas macros; con cada macro el desempeño es una tarea diferente, como contar las palabras de un párrafo. Es especialmente útil para hacer las tareas repetitivas que no se han integrado en el programa.
Como la base de datos de Apache OpenOffice, llamado Base, utiliza los documentos creados en virtud de la aplicación de Writer para informes y formas, se podría decir que OpenOffice Base también puede ser programado con OpenOffice.org Basic.

## Características
Deriva de la familia de lenguaje Basic. Muchas partes son idénticas a Microsoft Visual Basic para Aplicaciones y Microsoft Visual Basic. Cualquiera que haya trabajado con estos lenguajes puede fácilmente iniciarse con OpenOffice.org Basic.

## Componentes
El lenguaje de programación OpenOffice.org puede ser dividido dentro de 4 componentes:
- El lenguaje de OpenOffice.org Basic: define las construcciones lingüísticas elementales, por ejemplo, para declaraciones de variables, bucles, y las funciones.
- La biblioteca de tiempo de ejecución (runtime library): proporciona funciones estándar que no tienen ninguna referencia directa a OpenOffice.org, por ejemplo, las funciones para la edición de números, cadenas, fecha de valores, y los archivos.
- El API de OpenOffice.org (Application Programming Interface): permite el acceso a documentos de OpenOffice.org y permite que éstos sean creados, guardados, modificados, e impresos.
- El editor de diálogo: crea ventanas de diálogo personal y ofrece la posibilidad de la adición de elementos de control y manipuladores de evento.

## Ejemplo
```
 
REM
  
*****
  
BASIC
  
*****

 
'

 
' Hola Mundo en Basic

 
'

 
sub
 
MensajeHola

	
aNombre
 
=
 
inputBox
(
"¿Cual es tu nombre?"
)

	
msgbox
 
"Hola "
 
+
 
aNombre

 
end
 
sub

 
Sub
 
Main

	
MensajeHola

 
End
 
Sub

```